# 나이지리아 태권도 연맹
나이지리아 태권도 연맹(영어: Nigeria Taekwondo Federation, NTF)은 나이지리아의 태권도 종목 행정을 총괄하는 스포츠 행정 기구이다.  세계 태권도 연맹과 아프리카 태권도 연맹의 회원 단체이다.

## 참고 문헌
- “가나 태권도 연맹”. 세계 태권도 연맹.